# Красный Яр (Астраханская область)
Кра́сный Яр — село на юге Астраханской области. Административный центр и крупнейший населённый пункт Красноярского района. Административный центр Красноярского сельсовета.

## География
Село Красный Яр расположено на левом берегу реки Бузан волжской дельты.

## История
- Крепость Красный Яр начала возводиться в 1650 году.
- Уездный город Красный Яр в 1925 году утратил городской статус, став селом.

### Древняя история
На месте Красного Яра в XIII—XIV века существовал город Золотой Орды (Красноярское городище). А. В. Пачкаловым, на основании изучения монетных находок, было высказано предположение, что это место является развалинами города Сарая, первой столицы Золотой Орды. Красный Яр был заложен в 1667 году на высоком мысу левого берега Бузана у впадения в него реки Ахтубы, был основан примерно с той же целью, что и Чёрный Яр. Главная роль Красного Яра заключалась в том, чтобы «жители оного за разбойническими предприятиями донских казаков, кои из Волги в Бузан выходили, а оттуда проходили в Каспийское море… прилежно смотрели, чтоб выходить им в море не давали».

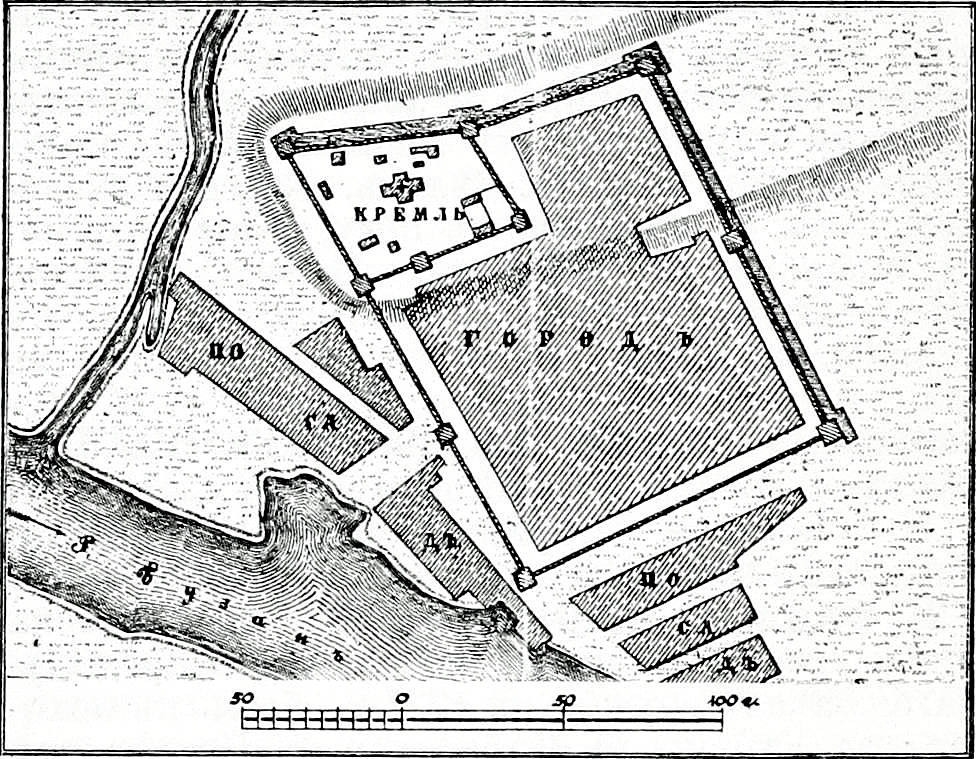
План-схема Красного Яра
(карта из статьи «Красноярск»
«Военная энциклопедия Сытина»)

По типу черноярской была выстроена и деревянно-земляная крепость Красного Яра. От черноярской она отличалась только тем, что первоначально имела пять башен.
Основание городка непосредственно связано с бурными событиями, которые охватили всё Нижнее Поволжье. Как известно, летом 1667 года после Чёрного Яра разинцы беспрепятственно шли по Волге на своих судах в направлении Астрахани. Однако проходить к городу Разин не намеревался, так как хорошо сознавал слабость тогдашних своих сил для штурма мощной крепости. Потому-то его струги и свернули в Бузан. И все же где-то в начале Бузанской протоки казакам пришлось столкнуться с отрядом С. Беклемишева, посланным наперерез им из Астрахани. Казаки, однако, наголову разбили стрельцов и в начале июня 1667 года прошли мимо Красного Яра. Об этом доносил позднее из Красного Яра астраханец Матвей Киреев: «Июля во второй день…на первом часу дни проехали мимо города по другую сторону, по Заречью Бузана реки в 30-ти стругах казаки, по смете в стругу по 30-ти в урочище Черемшанского стану, от города версты с три к рыбным ловцам». Черемшанский стан — нынешняя деревня Черёмуха, находящаяся в нескольких километрах ниже Красного Яра. Здесь разинцы задержались. В литературе иногда упоминается сражение казаков с красноярскими стрельцами. Но его не было, иначе о нём сообщил бы тот же Киреев. Оно не могло состояться и по той причине, что города летом 1667 года, по сути дела, ещё и не было. Он только строился по приказу предшественника Прозоровского на посту астраханского воеводы князя Ивана Хилкова. И сколь-нибудь сильный гарнизон в Красном Яре попросту отсутствовал. Известно, правда, что новое, более чем полуторатысячное войско под командованием И. Ружинского шло вдогонку за разинцами, но к Красному Яру оно опоздало. И поэтому, спокойно пройдя мимо полупостроенного городка, разинские суда вышли в Каспийское море.

### XIX век
Многочисленные пожары и перепланировка города, начавшаяся в 1843 году, ничего не оставили от крепостных сооружений. Время не сохранило и стоявший в центре городка Владимирский собор — одну из лучших построек «нарышкинского» барокко в Нижнем Поволжье. Зато эта земля сохранила памятники более древних эпох. Красный Яр построен на одном из крупных золотоордынских городищ. Существует предположение, что Красноярское городище является развалинами первой столицы Золотой Орды — города Сарая. Местные жители до сих пор находят образцы золотоордынской бытовой и архитектурной керамики. Кое-что из находок можно посмотреть в небольшом краеведческом музее. Судя по рассказам старожилов, строители не дошедшего до нас Владимирского собора использовали декоративный материал золотоордынского города. При разборке собора жители находили множество украшавших собор цветных плиток, очень похожих на золотоордынские изразцы, которые сейчас хранятся в местном музее.

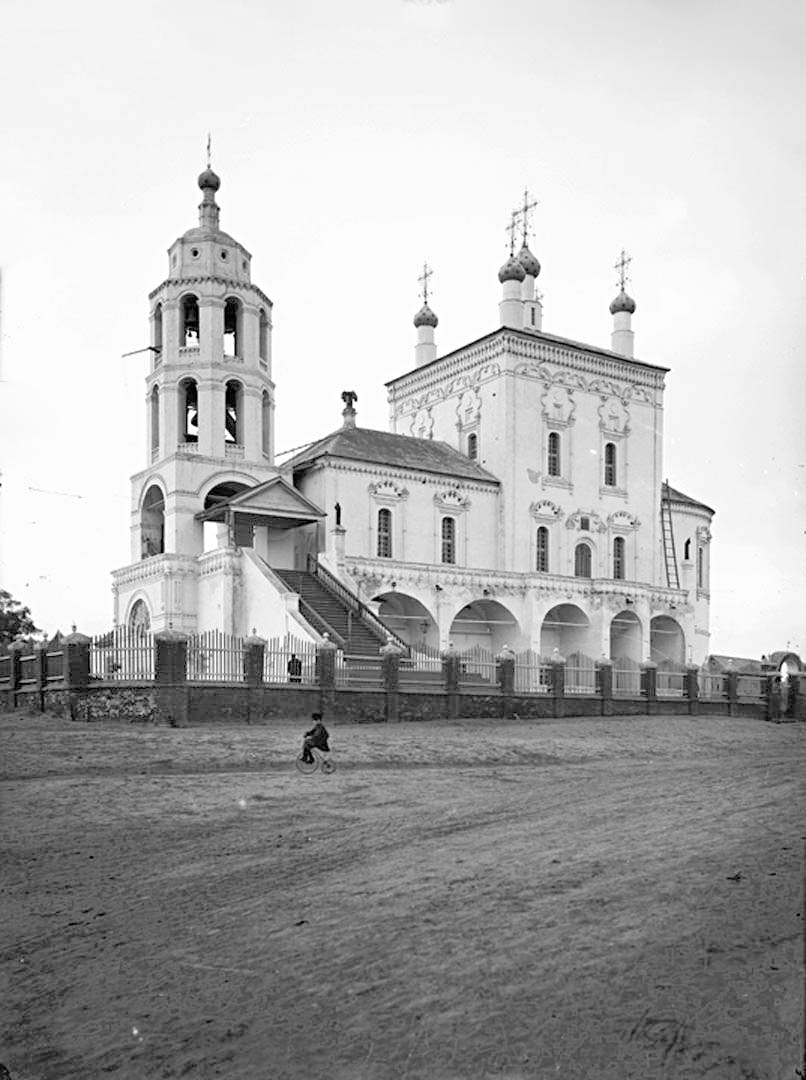
Общий вид церкви в Красном Яре. 1894 г.
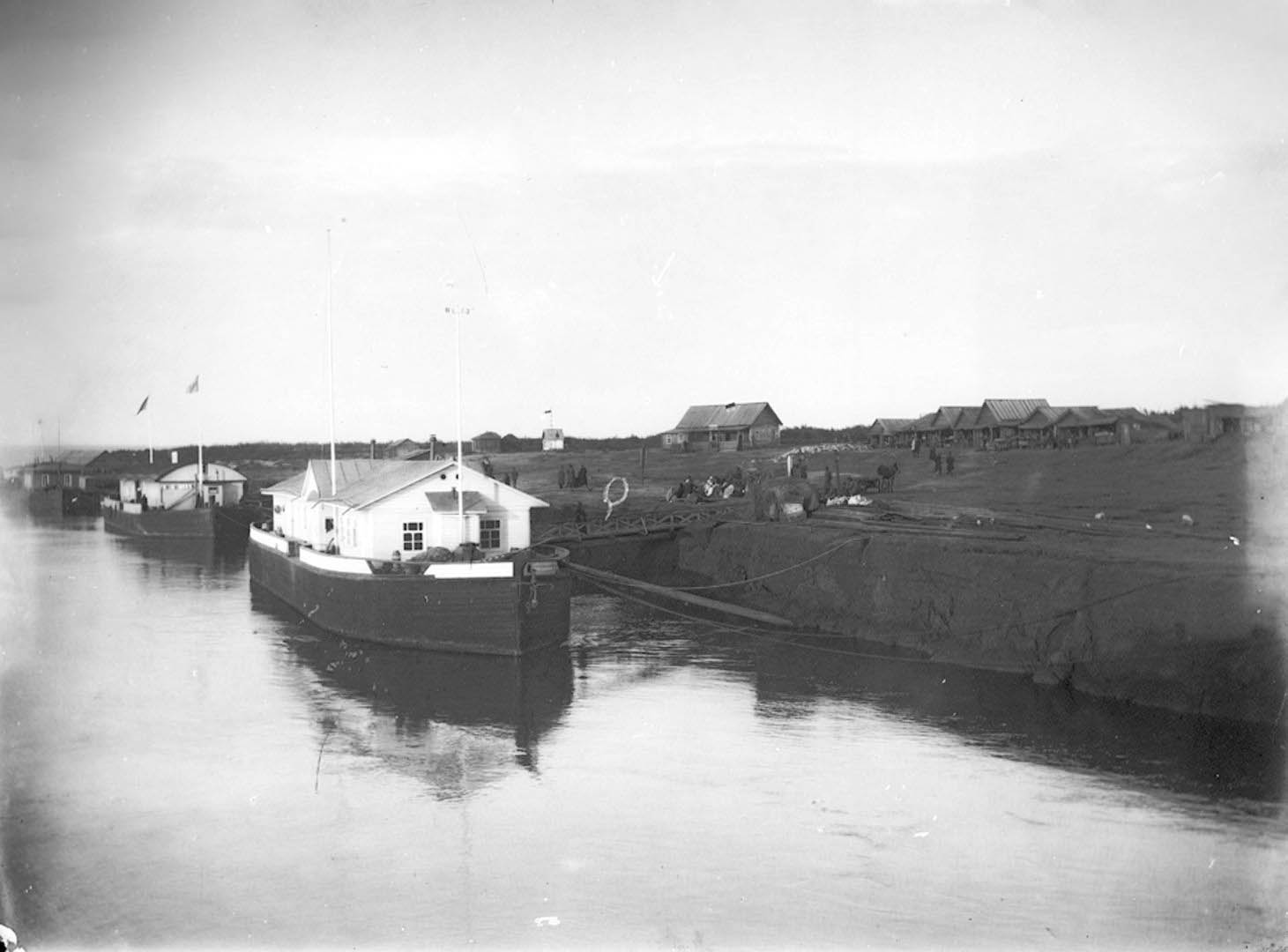
Пристани на реке Балде у Красного Яра.
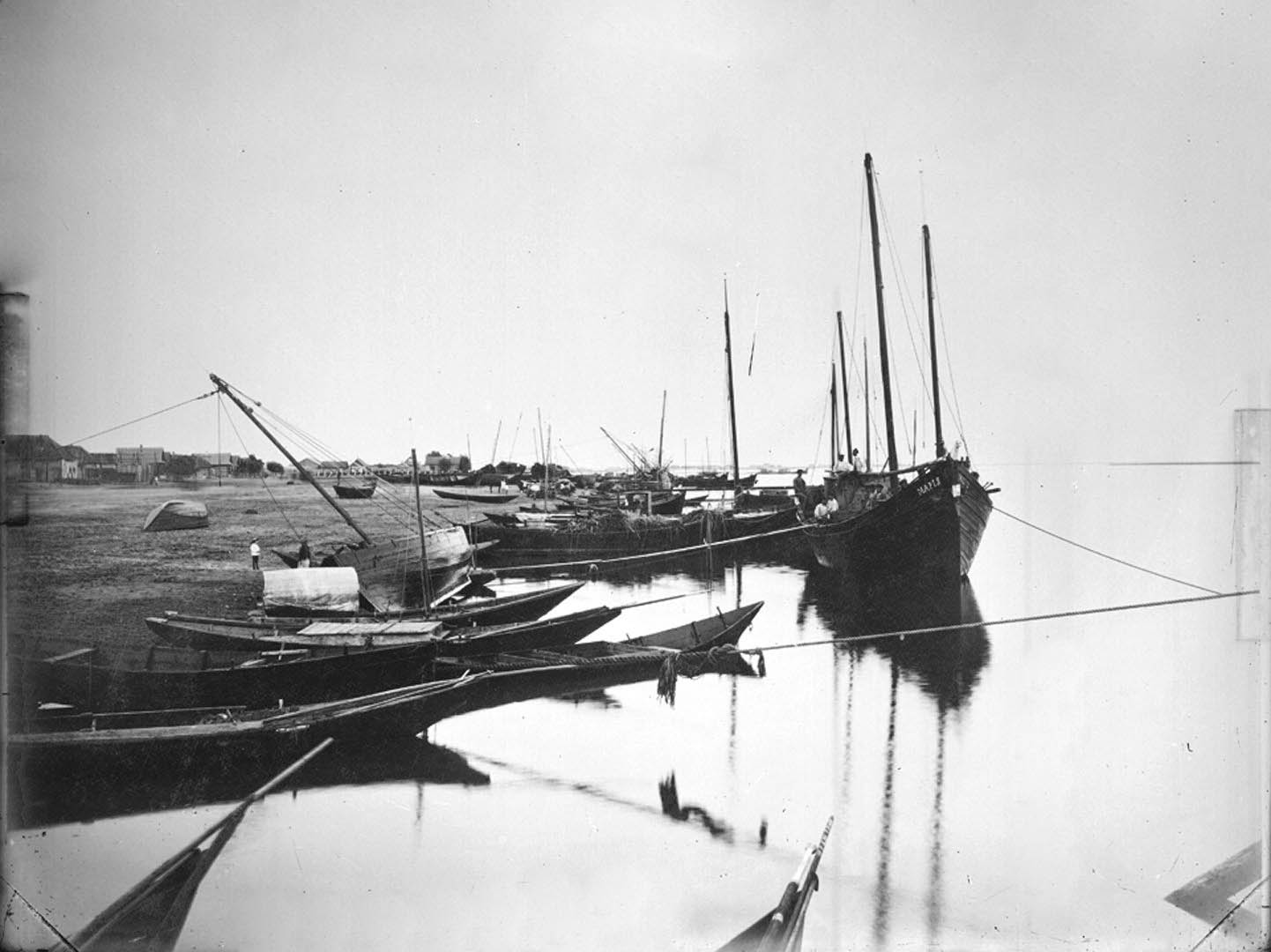
Река Болда. Рыболовецкие лодки у пристани.
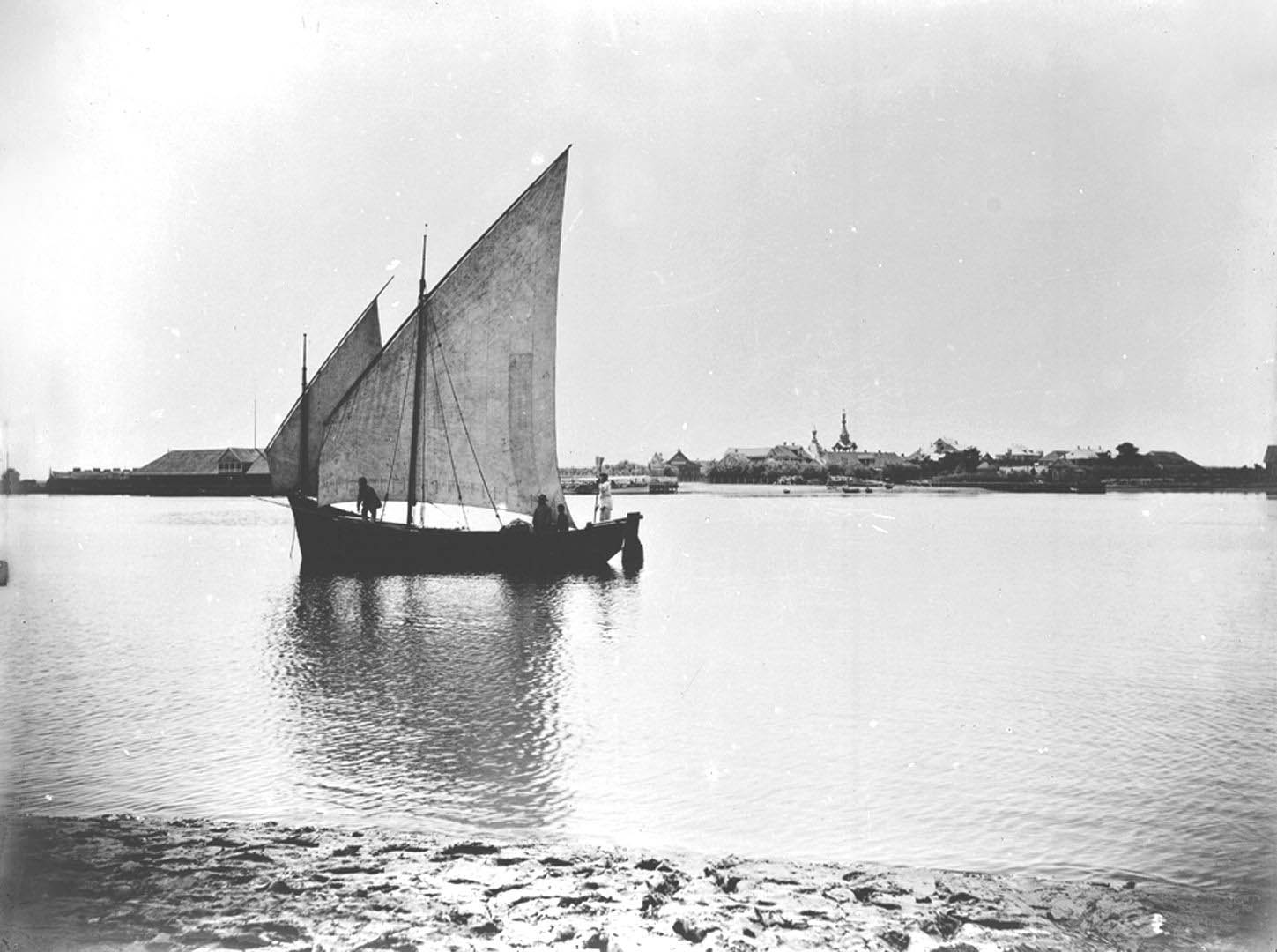
Рыбацкие промыслы на реке Болде у Красного Яра.

Выходцы из Красного Яра были в числе первых 13 семей, основавших село Никольское, ныне г. Уссурийск в Приморском крае.

### Красноярская станица
- Казачье население города составляло Красноярскую станицу Астраханского войска.

### Архитектура

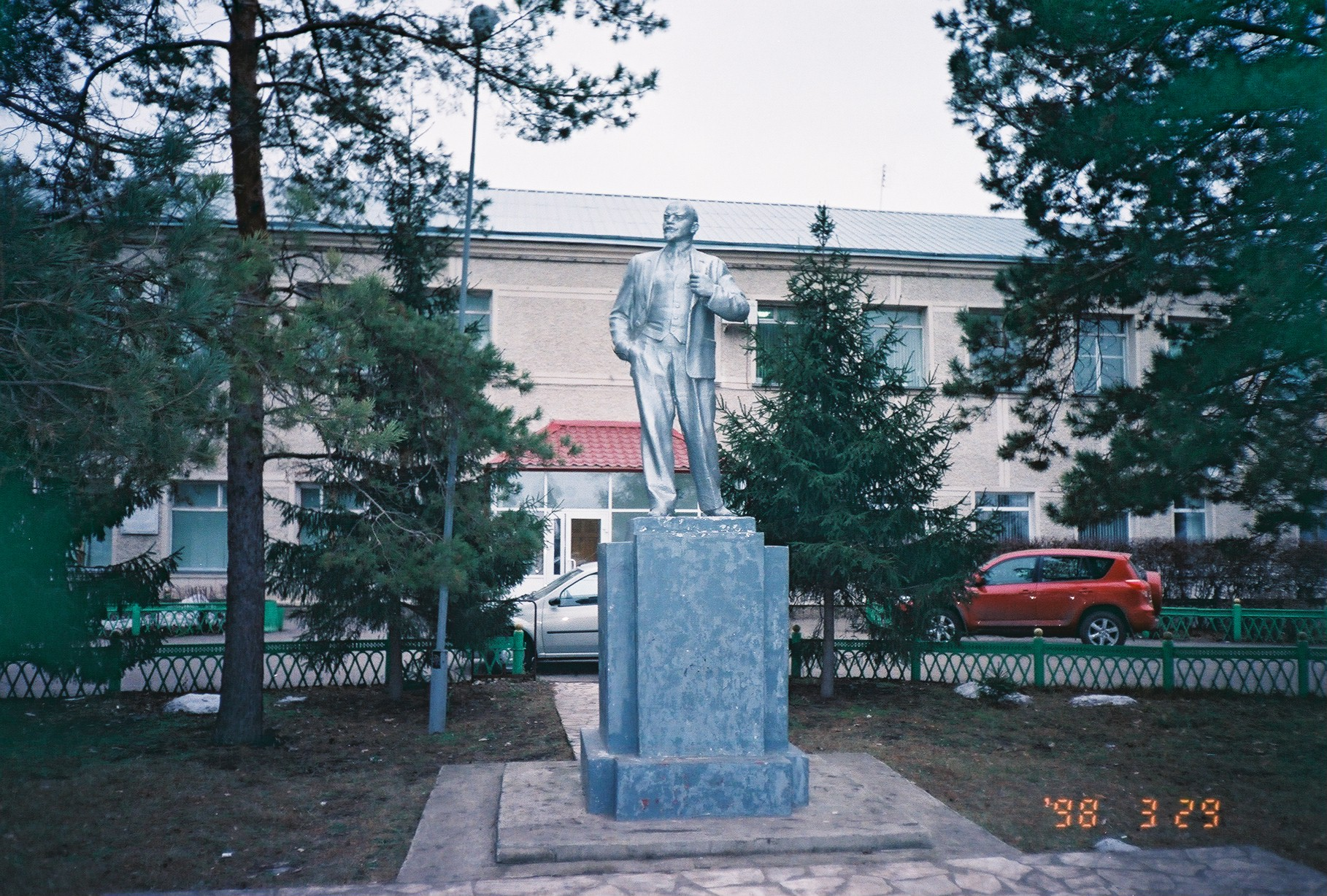
Памятник В. И. Ленину

Старая архитектура городка скромна и непритязательна. От времени классицизма дошло несколько домов, но почти все они так перестроены, что угадать в них первоначальные формы почти невозможно. От позднеклассической эпохи сохранилось двухэтажное здание бывших присутственных мест. Для тех, кто побывал в Чёрном Яре и Енотаевке, оно окажется вдвойне интересным, так как, несмотря на исказившие его облик позднейшие перестройки, оно явно напоминает Присутственные места Чёрного Яра и Енотаевска. И только прямоугольная рамка, добавленная в завершении наличника верхних окон, отличает постройку из Красного Яра от схожих зданий в более северных городках. Познакомившись теперь со всеми тремя сооружениями, мы уверенно можем сказать, что во всех трёх был использован черноярский проект.

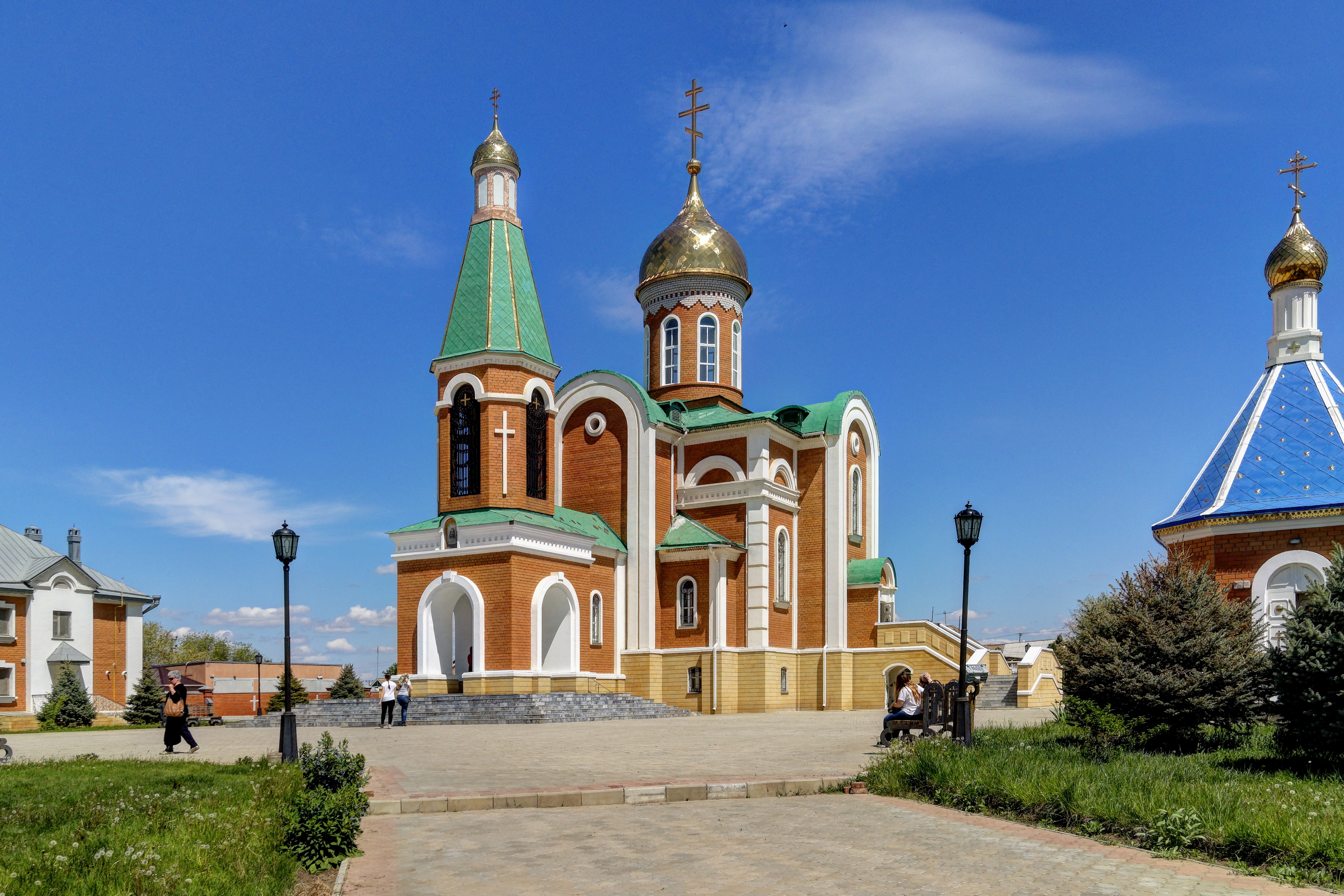
Православный храм в с. Красный Яр.

Интересны и деревянные постройки Красного Яра. Стоящий рядом со зданием Присутственных мест деревянный дом имеет классически простую композицию главного фасада. Столбики пилястр, многообломный карниз, мезонин в три окна — все вроде бы роднит сооружение с тем широко известным типом небольшого деревянного усадебного дома, который утвердился в городах России к концу классического периода. Но в декорации окон эта композиция уже сильно замутнена налётом ложнорусской стилизации второй половины XIX века.
Резьба многих жилых домов Красного Яра проста и неприхотлива. Но эта неприхотливость подчас восполняется «работой» самой конструкции какого-либо элемента постройки. И тут пластически выразительными могут оказаться совсем простой наличник окна, далеко вынесенного за плоскость стены, или обычное крыльцо дома. Подобные совсем нехитрые изобретения, которые, может быть, и не изобретения вовсе, сообщают тем не менее своеобразие жилым домам этого тихого старого городка, затерянного среди бесчисленных рукавов огромной дельты.

## Население
| 1859 | 1904  | 1914  | 1920 | 1939 | 1959 | 1970 | 1979 | 1989  |
| ---- | ----- | ----- | ---- | ---- | ---- | ---- | ---- | ----- |
| 5982 | 11195 | 13272 | 8034 | 5096 | 4583 | 6434 | 7926 | 10875 |

| 1959    | 1970  | 1979  | 1989    | 2002    | 2010    | 2015    |
| ------- | ----- | ----- | ------- | ------- | ------- | ------- |
| 4583    | ↗6434 | ↗7926 | ↗10 875 | ↗10 926 | ↗11 824 | ↗12 214 |
| 2021    |       |       |         |         |         |         |
| ↗12 254 |       |       |         |         |         |         |

## Известные уроженцы
- Аристов, Аверкий Борисович (1903—1973) — советский партийный и общественный деятель
- Благонравов, Пётр Порфирьевич (1900—1961) — советский учёный-винодел.
- Габдиев, Рысбай Хисметович (1936—2004) — казахстанский домбрист, дирижёр
- Тутаринов, Иван Васильевич (1904—1976) — советский военачальник, генерал-полковник
- Алдамжаров, Газиз Камашевич (род. 1947) — казахстанский политик
- Усманов, Рустем Фатыхович (1915—2006) — советский метеоролог